# Güímar
Güímar (Aussprache: [ˈgwimaɾ]) ist eine Gemeinde im Nordosten Teneriffas mit 21.716 Einwohnern (Stand: 2024). Sie ist mit der Nachbargemeinde Santa Cruz de Tenerife über die Südautobahn TF-1 und über die alte Straße Santa Cruz de Tenerife – Adeje verbunden.

## Lage und Klima
Die Gemeinde hat eine Ausdehnung von 102,92 km² auf einer durchschnittlichen Höhe von 289 m über dem Meeresspiegel. Güímar liegt südwestlich von Santa Cruz de Tenerife. Nachbargemeinden sind Arafo im Norden, Fasnia im Süden und La Orotava im Westen.
Güimar liegt im Valle de Güímar, einer Ebene, die nach Ansicht der meisten Geologen durch das Abrutschen vulkanischen Materials ins Meer entstand.
Im Süden der Gemeinde liegt das Naturreservat Malpais de Güímar. Es entstand aus einem Vulkanausbruch vor etwa 5000 Jahren.
Das Gemeindegebiet wird von mehreren tiefen Schluchten durchzogen in deren oberen Teilen zahlreiche Stollen zur Gewinnung von Wasser liegen.
Oberhalb von Güímar liegt der Volcan de las Arenas, der zu einer Gruppe von Vulkanen (Volcan de Siete Fuentes und Volcan de Fasnia) gehört, die zwischen 1704 und 1705 auf der Südseite der Cumbre Dorsal ausbrachen und Ackerflächen und Quellen vernichteten.

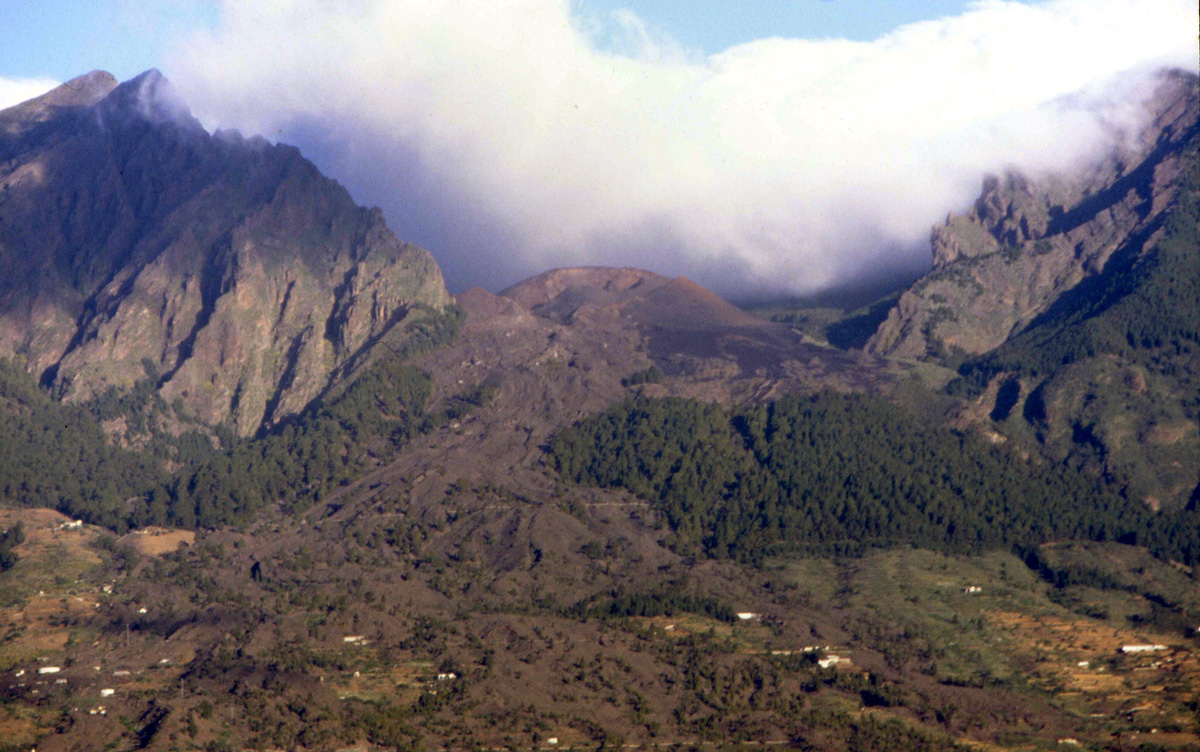
Volcan de las Arenas

Es herrscht ein subtropisches, gemäßigtes und trockenes Klima vor, dessen Ausprägung stark von der Höhenlage abhängig ist.

## Sehenswürdigkeiten
- Pyramiden von Güímar – errichtet im 19. Jahrhundert, vermarktet als Guanchenbauwerke.[4][5][6][7]

- Chinguaro, eine Höhle die vor der Eroberung der Insel durch die Spanier als  Palast diente. Heute ist dort eine katholische Kirche eingerichtet.

- Ermita de San Juan
- Ermita de El Socorro
- Capilla de San Pedro Abajo (1787)
- Iglesia del Convento de Santo Domingo In Soriano
- Iglesia parroquial de San Pedro Apóstol
- Capilla de San Pedro Arriba
- Monasterio de Nuestra Señora de El Socorro

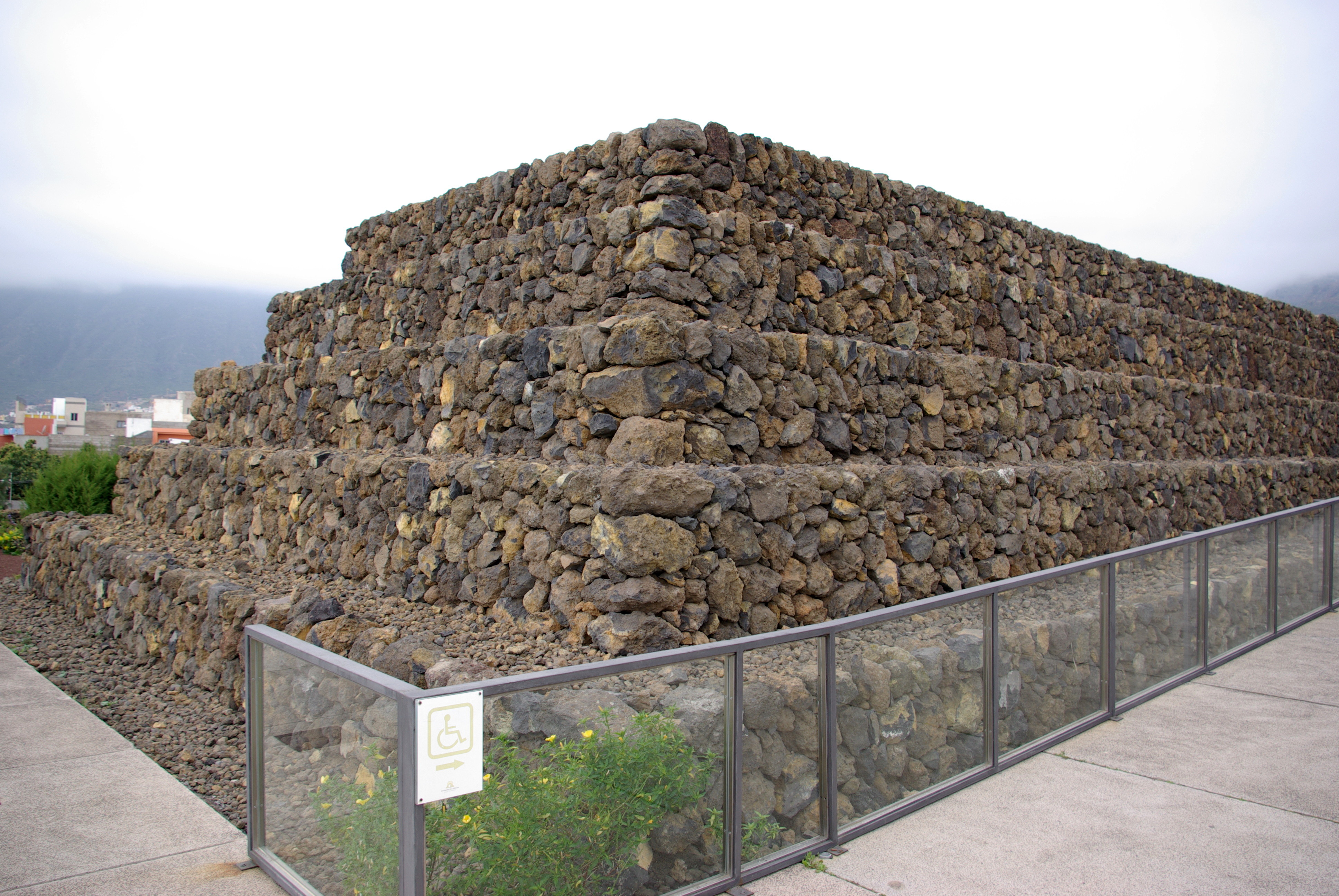
Eine der Pyramiden in Güímar, Teneriffa

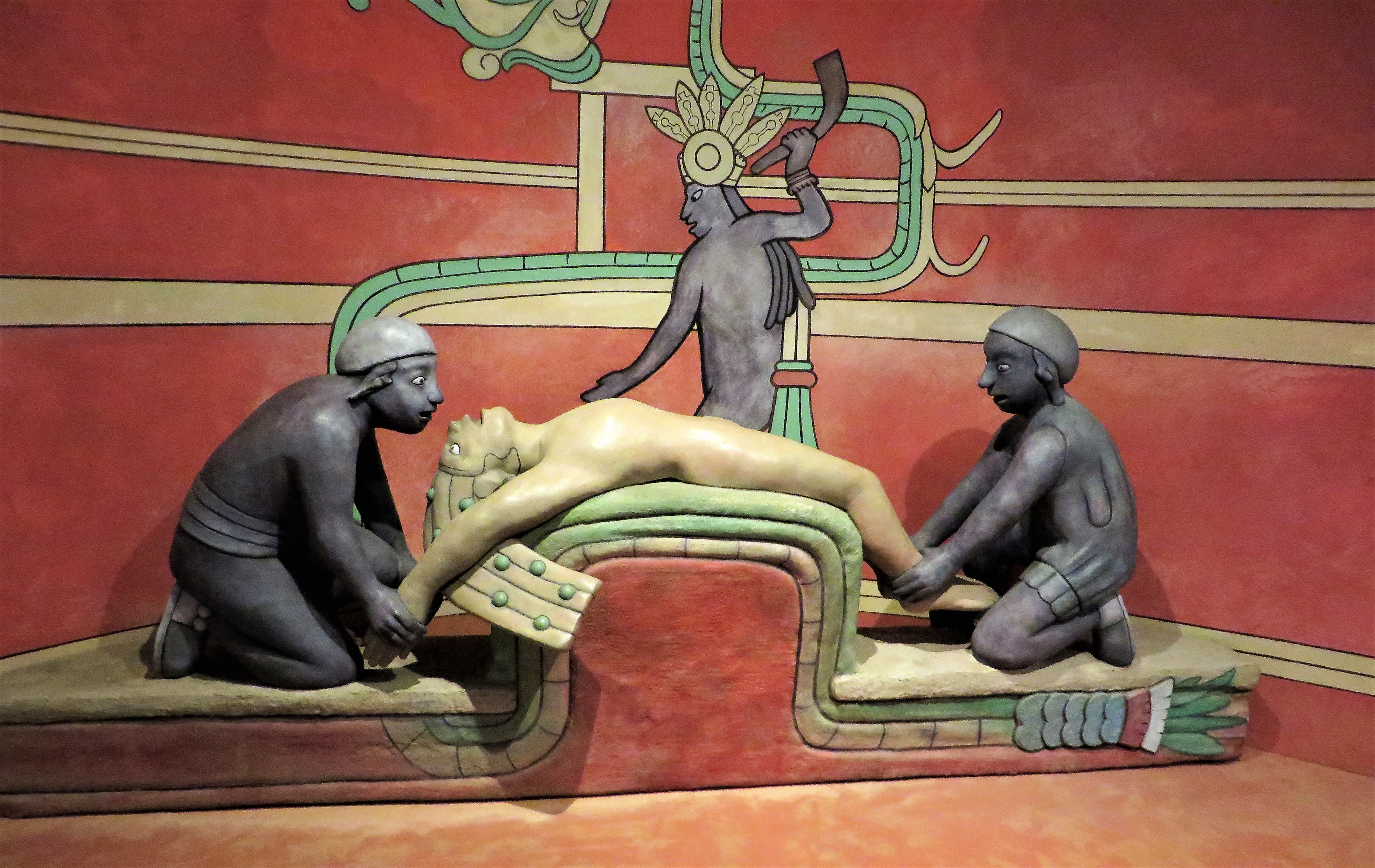
Anschauungsobjekt im Museum Güímar (Teneriffa)

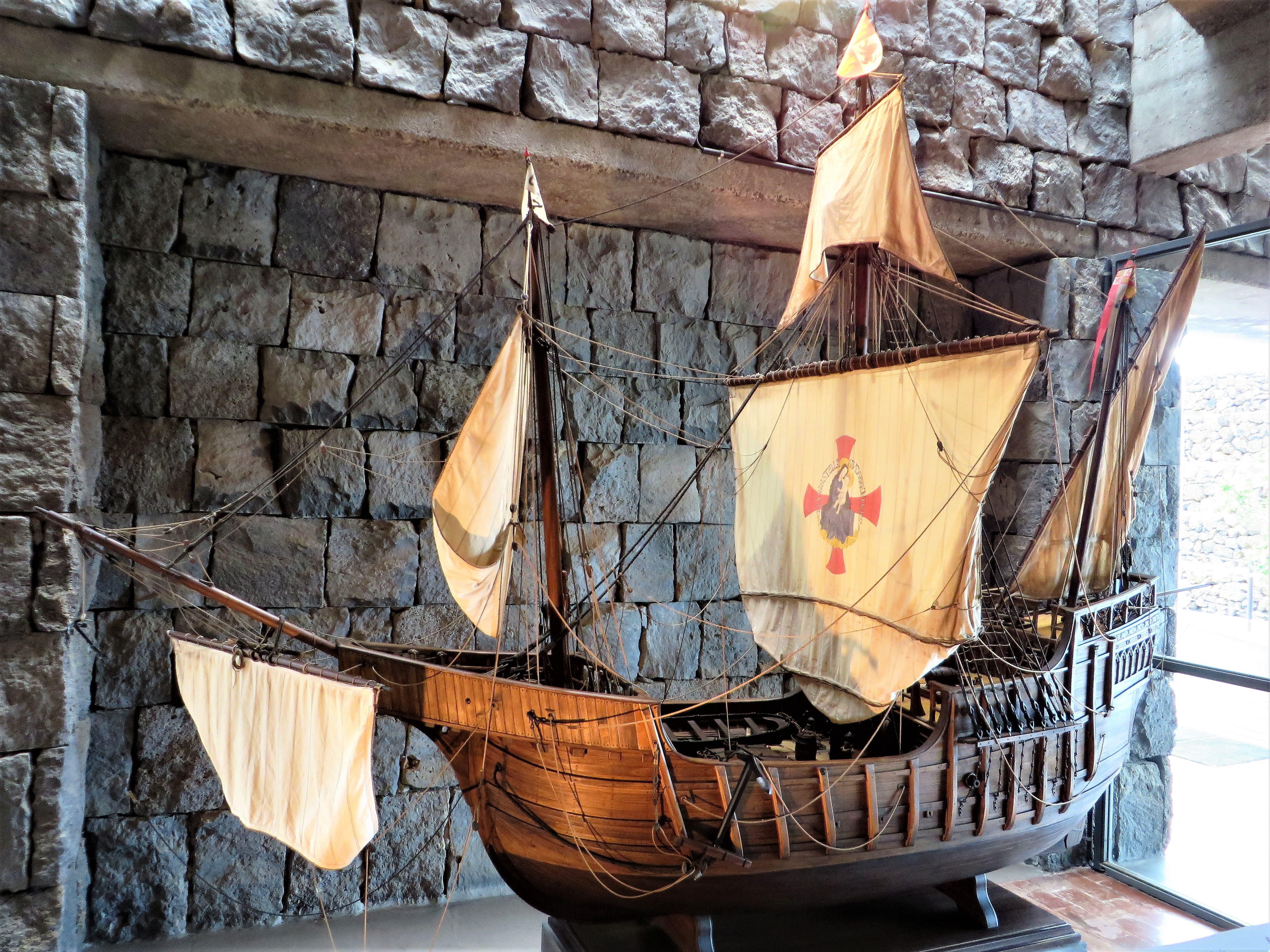
Santa María (Modell)

- Camino de El Socorro
- Ermita de San Vicente

## Einwohnerentwicklung
| Jahr | Einwohner | Bevölkerungsdichte |
| ---- | --------- | ------------------ |
| 1991 | 14.429    | 137,6 Ew./km²      |
| 1996 | 14.014    | 133,6 Ew./km²      |
| 2001 | 15.271    | 148,3 Ew./km²      |
| 2003 | 16.251    | 157,9 Ew./km²      |
| 2004 | 16.334    | 162,7 Ew./km²      |
| 2005 | 16.489    | 157,2 Ew./km²      |
| 2005 | 16.603    | 158,3 Ew./km²      |
| 2007 | 16.837    | 160,6 Ew./km²      |
| 2014 | 18.751    | 182,1 Ew./km²      |

## Persönlichkeiten

### Söhne und Töchter
- Pedro Manuel Guerra Mansito (* 1966), Liedermacher
- Domingo Pérez Cáceres (1882–1961), Bischof  des Bistums San Cristóbal de La Laguna